# Церковне програмне забезпечення
Церковне програмне забезпечення — будь-який вид програмного забезпечення, призначеного для використання церквою. Існують адміністративні набори програм, адаптованих для управління членськими базами даних та фінансами, та презентаційне програмне забезпечення для богослужінь, щоб створювати зображення для проекторів.

## Презентаційне програмне забезпечення для богослужінь
Програмним забезпеченням для богослужінь (надалі тут — ПЗБ) є спеціалізоване програмне забезпечення, призначене для виведення на проектор зображень (головним чином, текстів пісень) протягом деяких форм поклоніння Богу. Деякі програми також мають додаткові функції для допомоги в плануванні плану служіння чи переліку учасників.
Церкви, що пристосовані до стилю сучасного поклоніння часто проєктують тексти пісень, які співають парафіяни. Спочатку всюди використовувалися графопроектори, але згодом розповсюдилися відеопроектори через збільшення продуктивності та зменшення ціни.
В результаті виникла потреба у пакеті програм, які зможуть вивести багато зображень на екран. Спочатку для цього використовувалися програми загального призначення, такі, як Microsoft PowerPoint, але в них був значно обмежений функціонал, головним чином через необхідність показувати обрані тексти серед багатьох пісень.
ПЗБ були створені групою продавців для вирішення цієї проблеми. Головною рисою цих програм стала база даних, де знаходяться всі тексти пісень і звідки вони можуть бути легко вилучені та спроєктовані. Іншими особливостями поточних програм є їх можливість спроєктувати місця з Біблії (нерідко ще й у різних перекладах) та слайди Microsoft PowerPoint які часто використовуються для нотаток та ілюстрацій до проповідей), використовуючи при цьому графічне зображення чи відеокліп як фон. Також дуже поширеною є можливість проєктувати відео з DVD та відеокамер.
Хоча ці програми іноді використовуються особою, яка керує богослужінням або спікером, у більшості церков є комп'ютерний оператор, який регулює, що проектується.
Існує багато програм, доступних як комерційно, так і під ліцензією shareware. Серед найпопулярніших програм можна виділити EasyWorship для Windows та MediaShout чи ProPresenter для Macintosh і (з останніх версій) Windows. Серед кросплатформенних програм, які працюють як у середовищі Windows та Macintosh, так і в середовищі Linux є програми OpenSong і Openlp.org.

## Програми для вивчення і читання Біблії
Є багато програм для вивчення Біблії і її читання. До таких програм належать, серед інших, MyBible, Logos Bible Software та BibleZoom. Ці програми, також доступні як застосунки, дозволяють читати Біблію у більш зручному форматі. Крім того, як правило, вони надають додаткові можливості: дослідження біблійного тексту, здійснення пошуку, підрядний переклад з мови оригіналу, порівняння різних варіантів перекладу тощо. Крім власне тексту Біблії, такі застосунки також, як правило, мають тексти різних коментарів Біблії, словників, довідковий матеріал.

## Програми для церковного управління
Також існують програми, які полегшують ведення повсякденної діяльності церкви. Вони також можуть містити програмне забезпечення для презентацій, але, крім цього, допомагають у роботі з базами даних членів церкви, веденні комунікації з ними, підготовці різноманітних заходів, генеруванні спонсорських запитів і звітів. Такі програми дозволяють ефективніше використовувати наявні фінансові ресурси (які формуються переважно зі внесків парафіян і пожертв) та відслідковувати розвиток громади.